# 中津橋
中津橋（なかつばし）は、長野県佐久市の千曲川に架かるトラス橋。中山道の千曲川渡河橋にあたり、日本百名橋に選出されている。

## 概要
今日ある橋は、1932年（昭和7年）に開通したものである。1970年（昭和45年）に歩道が設けられた。さらに1996年（平成8年）12月に歩道橋と中津橋公園が上流側に造られた。中部北陸自然歩道の「蓼科山麓と松並木の道」(15.3 km) の一部をなす。
- 形式 - 鋼3径間上路ゲルバートラス橋
- 橋格 - 2等橋
- 橋長 - 130.000 m
  - 径間割 - 26.600 m + ( 11.400 m + 53.200 m + 11.400 m ) + 26.600 m
- 幅員
  - 総幅員 - 6.22 m
  - 有効幅員 - 5.50 m
- 橋台 - 半重力式橋台
- 橋脚 - 井筒基礎[2]
- 床版 - 鉄筋コンクリート
- 鋼重 - 272 t
- 施工 - 日本橋梁[1]

## 歴史
江戸時代初期、川中の岩と岩の間に木材を架けた「投渡し橋」という平橋があった。橋の木材や人足を提供するため、約100の村が参加した「橋組合村」が設けられた。
「近郷無類の荒川」といわれた千曲川は、1年に5回ほど氾濫し、旅人や参勤交代の大名を足止めにした。1721年（享保6年閏7月）には、川中の岩が流されたため翌年、御馬寄（左岸）側を刎橋、塩名田（右岸）側を平橋にする。1743年（寛保3年）には、船を連結させる「船渡し」にするが、その度に流され、平均すると2年に1回は流されたことになるという。
明治時代の1871年（明治4年）に80文の有料橋となり、2年後、民間の船橋会社（「船つなぎ石」でとめた船の上に板をつけた橋）を経て官営となる。
1893年（明治25年）4月に長野県によって近代的な木橋が架けられ、架橋地点は1889年（明治22年）に中津村になっていたことから中津橋と命名された。1910年（明治43年）3月に橋長70間（約127 m）、幅員15尺（約4.5 m）の方丈式木橋を経て、1931年度（昭和6年度）に現在の橋が架橋された。
本橋は旧道路法に基づき、国道14号であったが新道路法公布や道路整備を経て主要地方道下仁田浅科線となり、更に2019年現在は佐久市道59-001号線となっている。2017年度（平成29年度）に支承と橋台の補修が行われた。